# Józef Jachowicz
Józef Jachowicz (ur. 16 lutego 1862 w Strażowie, zm. 26 czerwca 1941 tamże) – polityk ludowy, poseł do austriackiej Rady Państwa, na Sejm Ustawodawczy i senator II RP.

## Życiorys
Urodził się w rodzinie chłopskiej jako syn Stanisława i Agnieszki z domu Dziubek. Ukończył gimnazjum niższe i seminarium nauczycielskie w Rzeszowie. Przez 6 lat służył w 90. pułku piechoty armii austro-węgierskiej, jako podoficer rachunkowy. Następnie prowadził odziedziczone gospodarstwo rolne w Strażowie. Przez 30 lat wójt gminy Strażów, prezes kółka rolniczego, Kasy Raiffeisena i spółki mleczarskiej w Strażowie oraz przewodniczący Rady Szkolnej gminnej. Członek Rady Powiatowej i Wydziału Powiatowego w Łańcucie (1912–1914), Był także prezesem składnicy kółek rolniczych w Łańcucie i członkiem Rady Szkolnej powiatowej. 
Od 1888 roku związany z ruchem ludowym. W latach 1908–1913 członek Rady Naczelnej Polskiego Stronnictwa Ludowego. Po rozłamie od 1913 członek PSL „Piast” w latach 1914–1918 członek Rady Naczelnej. 
Był posłem do austriackiej Rady Państwa XI kadencji (17 lutego 1907 – 30 marca 1911) i XII kadencji (17 lipca 1911 – 28 października 1918) wybieranym z listy PSL w okręgu wyborczym nr 47 (Łańcut - Leżajsk - Przeworsk). W parlamencie austriackim był członkiem grupy posłów PSL, od 1914 PSL „Piast”, a od 1908 Koła Polskiego w Wiedniu.
W 1918 komisarz Polskiej Komisji Likwidacyjnej na powiat łańcucki.
W wolnej Polsce był nadal działaczem PSL „Piast”, członkiem Zarządu Głównego (1918–1920) i Rady Naczelnej (1927–1930). Po zjednoczeniu ruchu ludowego (1931) członek Stronnictwa Ludowego i jego Rady Naczelnej (1933–1935). Był także działaczem Centrolewu – uczestniczył w organizowaniu wieców i manifestacji przeciw rządom sanacji.
Z ramienia PSL „Piast” był posłem na Sejm Ustawodawczy (1919–1922) - mandat uzyskał w 1919 roku z listy nr 5 okręg wyborczy 45 (Jarosław). Był także senatorem RP I kadencji (1922–1927) wybranym w 1922 roku z listy nr 1, województwo lwowskie.
Honorowy obywatel Łańcuta (1910) i Leżajska (1922).
Żonaty z Anielą z domu Kluz, mieli dziewięcioro dzieci.

## Ordery i odznaczenia
- Srebrny Krzyż Zasługi (11 listopada 1936)[11]